# Trupanea rufa
Trupanea rufa är en tvåvingeart som beskrevs av Hardy 1988. Trupanea rufa ingår i släktet Trupanea och familjen borrflugor. Inga underarter finns listade i Catalogue of Life.